# Franco Santi
Franco Santi (* 28. Dezember 1967 in Stadt San Marino) ist ein Politiker aus San Marino, er ist seit dem 27. Dezember 2016 Gesundheitsminister von San Marino.

## Leben
Santi machte eine Ausbildung als Computertechniker und hat einen Abschluss als Industriekaufmann mit Spezialisierung in Elektronik. Von 1991 bis 2014 unterrichtete er an der Oberstufe. Von 2005 bis 2010 war er an das Gesundheits- und Sozialministerium abgeordnet.

## Politik und öffentliche Ämter
Santi war Mitglied des Partito dei Socialisti e dei Democratici (PSD) und gehörte dem Parteivorstand an. 2008 trat er auf der Liste der PSD bei den Parlamentswahlen an, verfehlte jedoch den Einzug ins Parlament. Santi war von 2009 bis 2012 Bürgermeister (Capitano di Castello) von Chiesanuova.
Santi gehörte im Juli 2012 zu den Gründern von Civico 10, für den er 2012 ins san-marinesische Parlament, den Consiglio Grande e Generale, gewählt wurde. In der Legislaturperiode von 2012 bis 2016 war Santi Mitglied des Innen- und des Gesundheitsausschusses.
Bei der Wahl vom Dezember 2016 wurde er erneut auf der Liste von Civico 10 gewählt, der gemeinsam mit Repubblica Futura und  Sinistra Socialista Democratica die Koalition adesso.sm bildete, die in der Stichwahl vom 4. Dezember die absolute Mehrheit gewann.
In der am 27. Dezember 2016 gebildeten Regierung wurde Santi Gesundheitsminister (Segretario di Stato per la Sanità e Sicurezza Sociale, Pari Opportunità, Previdenza e Affari Sociali).